# 230'erne
Århundreder: 2. århundrede – 3. århundrede – 4. århundrede
Årtier: 180'erne 190'erne 200'erne 210'erne 220'erne – 230'erne – 240'erne 250'erne 260'erne 270'erne 280'erne
År: 230 231 232 233 234 235 236 237 238 239